# 9870 Maehata
9870 Maehata este un asteroid din centura principală de asteroizi.

## Descriere
9870 Maehata este un asteroid din centura principală de asteroizi. A fost descoperit pe 24 februarie 1992 la Geisei de Tsutomu Seki. El prezintă o orbită caracterizată de o semiaxă mare de 2,34 ua, o excentricitate de 0,17 și o înclinație de 3,7° în raport cu ecliptica.